# 流水算
流水算（りゅうすいざん）は、算数の文章題のタイプの一つで、一定の速さで流れる川を上下する物（船など）についての解法のことである。船の静水時の速さと川の流れの速さについての旅人算ととらえることにより解くことができる。つまり、時間の同時性による。時間は2つの動くものに同時に経過するので、相対的な距離が単純に速さの和や差に依存するからである。
割合の量は常に単純にたしひきしてはならないとする、遠山啓の提唱する水道方式では、旅人算と流水算の指導が省かれている。

## 考え方
特に問題文に断りがない限り、静水での船速・川の流速がそれぞれ一定であり、上りの船速がこれらの差、下りの船速がこれらの和になるものとして解く。上りと下りの船速が与えられ、静水での船速と川の流速を求めさせるのが最も単純な形式で、これは実質的に和差算と変わらない問題である。
上りの速さ＝静水時の速さ－流れの速さ
下りの速さ＝静水時の速さ＋流れの速さ
の理解が前提となる。
例題
10km離れた川上と川下に船着場がある。
ある船が船着場からもうひとつの船着場まで、その川を下るときは1時間、川を上るときは2時間かかる。
船の速度と川の流れの速さは常に一定だとする。
船の速さ、及び川の流れの速さはいくらか？
解答・解説
上りの速さ：10km÷2時間＝5km/h
下りの速さ：10km÷1時間＝10km/h
川の流れの速さ：（10km/h-5km/h）÷2＝2.5km/h
船の速さ：5km/h+2.5km/h＝7.5km/h

## 類題
一定の速さで流れる川に沿って、24㎞離れたA地点とB地点があります。ある船が、A地点からB地点まで上るのに3時間かかり、B地点からA地点まで下るのに2時間かかります。これについて次の各問いに答えなさい。
（1）この船の静水時の速さは時速何㎞ですか。
（2）この川の流れの速さは時速何㎞ですか。

## 解答・解説
（1）時速10㎞　　上りの速さ:24㎞÷3時間＝8㎞/時　下りの速さ:24km÷2時間＝12km/時　よって8と12の平均＝10km/時
（2）時速2㎞　　  下りの速さ:24km÷2時間=12km/時　時速10km−時速12km＝時速2km

## 発展問題
代表的な発展問題に、上りと下りの船速比とともに、静水での船速・川の流速のうち一方を与えもう一方を求めさせる問題がある。船速比の代わりにある区間の上りと下りの所要時間を与えれば、静水での船速・川の流速のうち一方からこの区間の距離を求める問題にすることもできる。
旅人算と組み合わせ、静水で同じ速さを持つ2隻の船を流水上で向かい合わせに運行し、これらがすれ違う位置や時刻を求めさせる問題もある。
これを、区別して、流水旅人算ということもある
文章で情報を与える代わりに、横軸に時間、縦軸に位置をとったグラフ（運行ダイヤグラム）を示した出題も多い。逆に文章により情報が与えられる場合でも、複雑な問題ではグラフを描いて考える方が理解しやすい場合もあり、このグラフを描き、読み取る訓練をすることは流水算の学習に有効である。